# 47-й полк спеціального призначення ВВ «Тигр»
47-й полк спеціального призначення «Тигр» — спецпідрозділ внутрішніх військ МВС України, що існував у 2004—2014 роках і дислокувався в Криму. Виконував особливі завдання з охорони громадського порядку, збереження конституційного ладу, знешкодження диверсійних груп і протидії тероризму. Комплектувався контрактниками та військовослужбовцями строкової служби. Озброєння — стрілецьке та легке артилерійське. Місце дислокації підрозділу — село Краснокам'янка Феодосійської міської ради. Один із батальйонів дислокувався в Судаку. Всього до полку входили три батальйони спеціального призначення.
Вирізнявся високою різнобічною виучкою і значним досвідом, що давало йому можливість вирішувати завдання будь-якого ступеня складності. У 2011 році «Тигр» здобув звання найкращого спецпідрозділу Внутрішніх військ.
В 2013-2014 роках підрозділ залучався до розгону протестувальників на Євромайдані, а після анексії Криму, частина підрозділу зрадила присязі та перейшла на бік російських окупаційних військ. Згідно з повідомленнями в російських ЗМІ, з частини зрадників, що присягнула на вірність Росії, було сформовано 144-й спеціальний моторизований полк Внутрішніх військ РФ.

## Історія
23 березня 2004 року в Сімферополі відбулися масові сутички між кримськими татарами і проросійським населенням міста. Українській владі разом з Меджлісом вдалося врегулювати ситуацію і не допустити подальшої ескалації конфлікту. Однак після цього керівництво країни вирішило посилити угрупування внутрішніх військ у Криму. 19 травня 2004 року, згідно з наказу № 537 МВС України, в Крим із Павлограду був передислокований 37-й окремий батальйон ВВ (в/ч 4125). Новим місцем дислокації батальйону стало село Краснокам'янка Феодосійської міської ради. Літом на його базі був сформований 47-й полк спеціального призначення, який згодом отримав назву «Тигр». 7 вересня полк отримав бойовий прапор, його особисто вручали президент Леонід Кучма та керівник МВС Микола Білоконь. Після цього підрозділ офіційно приступив до виконання службових завдань.

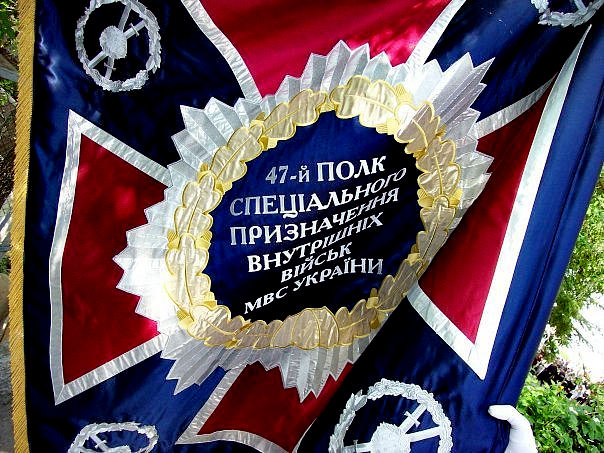
Бойовий Прапор полку.

### 2004—2013 роки
Під час Помаранчевої революції, що відбувалася у листопаді-грудні 2004-го, бійці полку перебували у Києві, де охороняли порядок під час проведення масових акцій протесту та захищали адміністративні будівлі.
3 грудня 2005 року для недопущення епідемії пташиного грипу, президент Віктор Ющенко ввів на території п'яти населених пунктів Совєтського, Джанкойського і Нижньогірського районів Криму надзвичайний стан. На «Тигр» було покладене завдання охороняли периметр карантинною зони. 29 грудня, коли загроза епідемії зникла, президент скасував надзвичайний стан і бійці підрозділу повернулися у місця дислокації.
Спецпідрозділ неодноразово залучався до виконання завдань при виникненні надзвичайних ситуаціях природного характеру. Так, у ніч з 1 на 2 липня 2006 року в Білогірському районі АР Крим через сильні зливи прорвало дамбу, в результаті чого було затоплено сім населених пунктів. Спецназівці разом з працівниками МНС ліквідовували прорив дамби та усували наслідки підтоплення. Також вони патрулювали підтоплені села, щоб не допустити мародерства.
Самозахоплення землі в Криму нерідко призводило до серйозних конфліктів. Один із них виник осінню 2007 року, коли кримські татари, не дивлячись на рішення суду, відмовилися звільнити самовільно зайняту землю і знести незаконні споруди на горі Ай-Петрі. Щоб виконати рішення суду, керівництво кримської міліції підготувало спецоперацію, до якої були залучені близько тисячі правоохоронців, включаючи спецпідрозділи «Беркут» і «Тигр». На Ай-Петрі їм протистояли близько 50 кримських татар, однак їх опір було швидко зломлено. Під час сутичок постраждало чотири людини, ще 14 було заарештовано. Після цього всі незаконні споруди були знесені, а земля повернута державі.
Полк регулярно брав участь у змаганнях серед спецпідрозділів внутрішніх військ. У травні 2011-го його команда зайняла перше місце. 16—30 червня того ж року бійці полку пройшли курс навчання під керівництвом фахівців із Національної жандармерії Франції, під час якого вони знайомилися з тактикою дій європейських поліцейських.
Під час проведення Євро-2012 триста військовослужбовців полку були направлені в Донецьк. З 8 по 28 червня вони патрулювали вулиці міста та забезпечували безпеку відвідувачів офіційної фан-зони, а після завершення чемпіонату повернулися у місця дислокації.

### Євромайдан

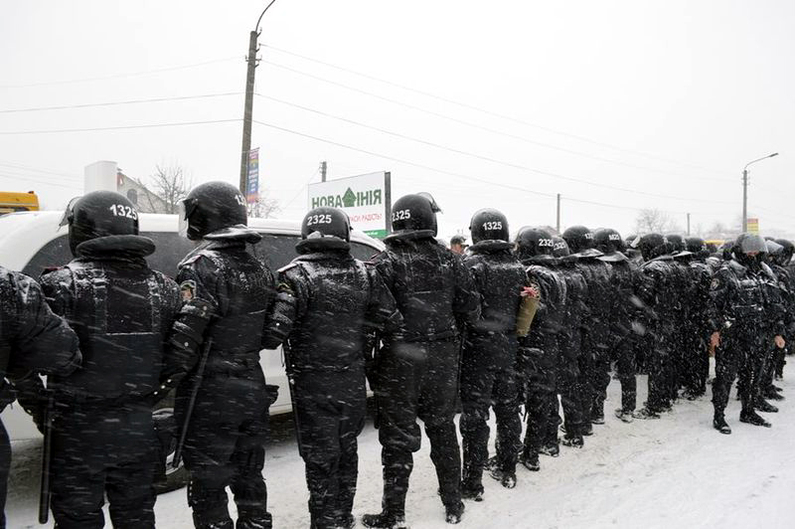
«Тигр» у Василькові намагається виїхати до Києва, 9 грудня 2013 року

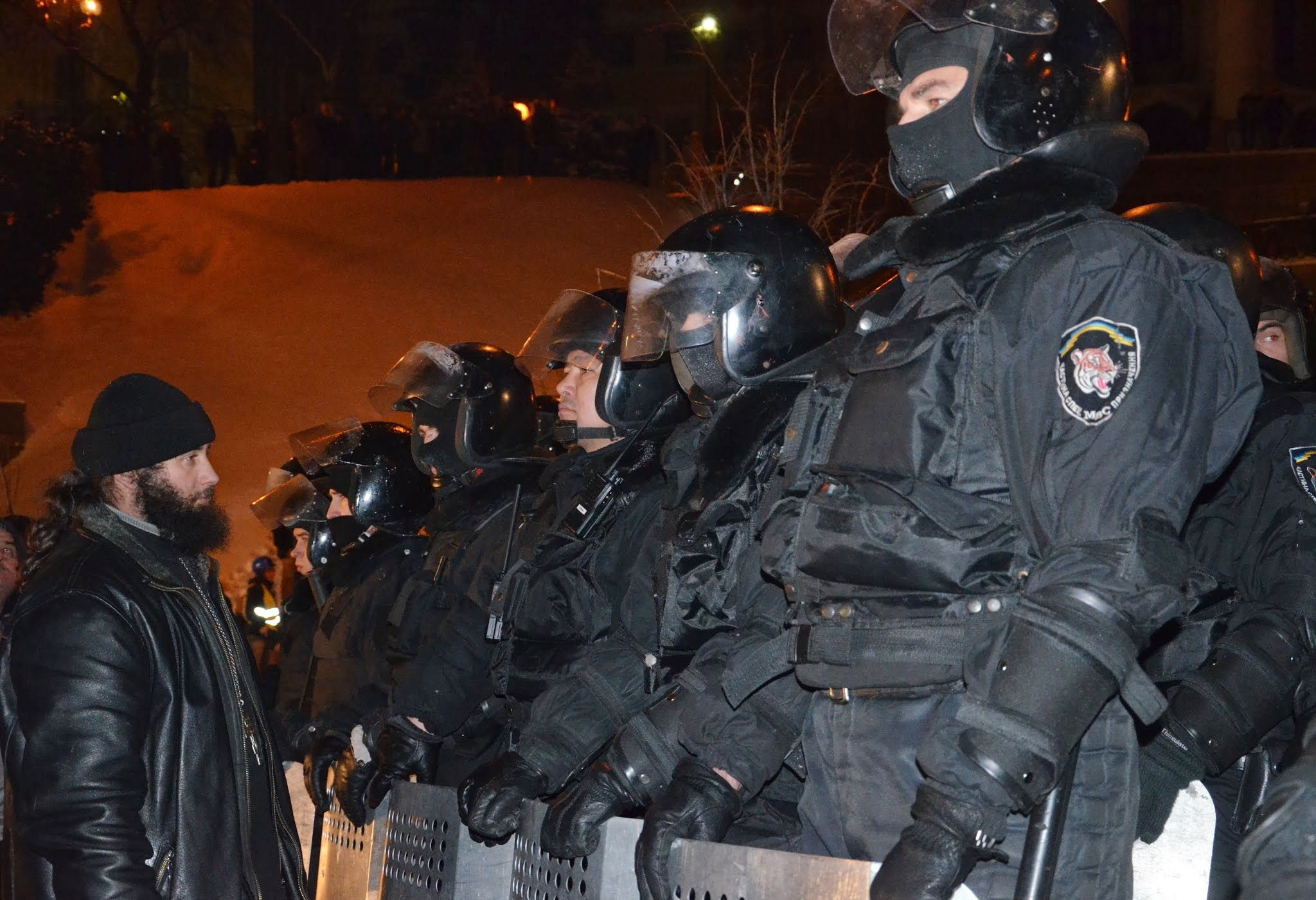
«Тигр» на Майдані в Києві, 11 грудня 2013 року

На початку грудня 2013 року, коли в Києві розпочалися масові акції протесту проти політики Віктора Януковича, 730 бійців спецпідрозділу були перекинуті до столиці. Вони були розміщені на території навчального центру військово-повітряних сил у місті Васильків. 6 грудня «тигри» намагалися виїхати до Києва, але були заблоковані місцевими активістами Євромайдану. 9 грудня бійці полку, застосувавши силу, зуміли прорватися до Києва і одночасно забезпечити висування до столиці двох інших підрозділів. Полк брав участь у невдалій спробі розігнати Євромайдан, що мала місце 11 грудня. Разом із «Беркутом» спецпризначенці ліквідували барикаду на вулиці Інститутській, однак через опір мітингувальників не зуміли просунутися далі. Близько 11-ї години «тигри» відійшли від Майдану. Під час протистояння постраждали 12—13 бійців полку.
«Тигр» брав активну участь у протистоянні на Грушевського, під час якого полк, разом з іншими підрозділами Внутрішніх військ та «Беркутом», утримував позиції біля Маріїнського парку. Однак найбільш драматичні події за участю спецпідрозділу розгорнулися 18—20 лютого 2014 року. 18-го числа близько 11-ї години ранку, після майже трьохтижневого затишшя, відновилися масові зіткнення між протестувальниками та правоохоронцями. У той час «тигри» займали позиції в Маріїнському парку біля будівлі Верховної Ради. В ході сутичок «Тигр» та інші підрозділи МВС зуміли відтіснити євромайданівців від парку. За словами тодішнього командира спецпідрозділу, полковника Юрія Лебедя, під час зіткнень біля Верховної Ради, офіцери полку зупиняли тітушок, які били лежачих протестувальників. Після цього силовики почали просуватися вниз по вулиці Інститутській. «Тигр» зайняв приміщення Жовтневого палацу, яке напередодні було покинута євромайданівцями. Коли бійці полку заходили в будівлю, серед них з'явилися перші поранені від вогнепальної зброї. У вечері того ж дня під час зіткнень на Майдані Незалежності, з інтервалом у півгодини, з вогнепальної зброї були убиті двоє офіцерів полку: старші лейтенанти Віталій Гончаров та Дмитро Власенко. 20 лютого, близько 9 години ранку, протестувальники перейшли у наступ. Їм вдалося витіснити правоохоронців з території Майдану та наблизитися до Жовтневого палацу, де в той час перебували бійці 47-го полку спецпризначення. Останні, у свою чергу, покинули будівлю та відійшли за барикаду біля станції метро «Хрещатик», а потім вверх по Інститутській до Верховної Ради. Під час цих зіткнень протестувальники затримали 67 правоохоронців, серед яких були й військовослужбовці полку на чолі з заступником командира по громадській безпеці полковником Тимуром Цоєм. Наступного дня вони були відпущені та прибули на територію однієї з частин внутрішніх військ. 23 лютого особовий склад підрозділу, який був залучений до несення служби в Києві під час масових акцій протесту, повернувся на свою базу в Криму.

### Анексія Криму
Після Євромайдану полк був втягнутий у події, пов'язані з анексією Криму. У перші дні російської інтервенції до КПП військової частини під'їхав КАМАЗ, в якому перебувало близько десяти російських військовослужбовців 810-ї бригади морської піхоти на чолі з капітаном. Однак після переговорів з Юрієм Лебедем, вони поїхали й після цього жодних нештатних ситуацій біля частини не відбувалося аж до кримського референдуму. У цей період командиру полку неодноразово телефонував командувач військ берегової оборони Чорноморського флоту РФ генерал-майор Олександр Остріков, пропонуючи впустити на територію частини російських військових під приводом захисту від провокацій Правого сектору, однак його пропозиції були відхилені.
По завершенню референдуму, 18 або 19 березня на територію частини зайшли російські військовослужбовці на чолі з підполковником та заблокували автомобільний парк. Невдалу спробу заблокувати КПП частини та схилити її військовослужбовців присягнути на вірність Республіці Крим здійснили члени Самооборони Криму. Однак згодом місце дислокації полку було взято під контроль російських військових. При цьому за весь час протистояння в Криму на території частини не було жодних боїв чи сутичок. У результаті анексії півострова значна частина військовослужбовців полку, у першу чергу офіцерів та контрактників, перейшла на сторону Росії. Група військових, в основному призовників із інших регіонів України, які залишилися вірними українській присязі на чолі з командиром Юрієм Лебедем 29 березня покинула місце розташування частини та повернулися на підконтрольну українській владі територію. Більшість із них були переведені у підрозділи Національної гвардії дислоковані в Донецькій області.
Після анексії Криму «Тигр» був офіційно розформований, однак територія частини, озброєння та більшість техніки й особового складу перейшли під контроль Росії, де на їхній базі був сформований 144-й спеціальний моторизований полк Внутрішніх військ МВС Росії. Новий підрозділ увійшов до складу 112-ї окремої бригади Північно-Кавказького округу.

## Структура
- Батальйон спеціального призначення (с. Краснокам'янка)
- Батальйон спеціального призначення (с. Краснокам'янка)
- Батальйон спеціального призначення (м. Судак)

## Завдання підрозділу
Спецпідрозділ «Тигр» виконував наступні завдання:
- Охорона громадського порядку під час проведення масових заходів
- Охорона громадського порядку в разі виникнення надзвичайних ситуацій
- Патрульна служба
- Припинення групових хуліганських проявів і масових заворушень
- Затримання озброєних злочинців,
- Звільнення заручників
- Силове забезпечення операцій міліції
- Знешкодження диверсійних груп і протидія тероризму
- Надання фізичної допомоги прикордонним військам України у разі ускладнення обстановки на кордоні
- Під час збройного конфлікту мав використовуватися як штурмовий загін

## Комплектування та підготовка
«Тигр» комплектувався контрактниками й військовослужбовцями строкової служби. Система відбору, як і в інші спецпідрозділи внутрішніх військ була досить жорсткою. Кожен кандидат проходив співбесіду, медичну комісію і тестування. Враховували його фізичні параметри (наприклад ріст мав бути не менше 175 см) і рівень освіти. При цьому перевагу надавали кандидатам із середньою спеціальною або вищою освітою.
Підготовка новобранців тривала декілька місяців і включала в себе посилену фізичну підготовку, тактику ведення бою, стрільбу із різних видів зброї, застосування спеціальних засобів, рукопашний бій. Перші 1,5 місяці вони виконували завдання по охороні правопорядку як стажери. Тільки через 2,5 місяці після прийняття присяги новобранці ставали повноцінними бійцями спецпідрозділу.

## Озброєння та спорядження
- АК-74М
- РПК-74
- Снайперська гвинтівка Драгунова
- Пістолет Макарова
- Форт-500
- РПГ-7
- Захисні шоломи «Сфера» і «Маска»
- Газодимові гранати «Черемуха-1, -4, -5, -6» і «Терен-6»
- Світлошумові гранати «Зоря-2» та M84
- БТР-80

## Командування
- Підполковник Валентин Панов (2004)
- Полковник Лебідь Юрій Анатолійович

## Відео
- Спецназ «Тигр» Військова частина 4125 Крим
- Спецназ «Тигр» Крим